# وولف بارث
وولف بارث (بالألمانية: Wolf Barth)‏ هو رياضياتي ألماني، ولد في 20 أكتوبر 1942 في فيرنيغيروده في ألمانيا، وتوفي في 30 ديسمبر 2016.